# Camerata florencka
Camerata florencka, wł. Camerata fiorentina – grupa włoskich kompozytorów, poetów i teoretyków muzyki, powstała we Florencji w końcu XVI w.

## Początki, członkowie, idee i zamierzenia.
Camerata florencka została powołana przez włoskiego humanistę, hrabiego Giovanniego de’ Bardiego i podstawowym jej celem było badanie kultury antycznej. Posiedzenia Cameraty rozpoczęły się najprawdopodobniej w 1576.
Jej najważniejszymi członkami byli:
- Giovanni de’ Bardi (1534–1612) – humanista, literat, kompozytor amator, mecenas Cameraty,
- Giulio Caccini (po 1545–1618) – kompozytor, śpiewak, pedagog,
- Gabriello Chiabrera (1552–1638) – poeta,
- Jacopo Corsi (1561–1604) – humanista, mecenas sztuki, muzyk amator,
- Emilio de’ Cavalieri (ok. 1550–1602) – kompozytor,
- Marco da Gagliano (1582–1643) – kompozytor,
- Vincenzo Galilei (po 1520–1591) – teoretyk muzyki, kompozytor,
- Cristofano Malvezzi (1547–1599) – kompozytor, pedagog, organista,
- Girolamo Mei (1519–1594) – humanista, badacz kultury starożytnej Grecji,
- Jacopo Peri (1561–1633) – śpiewak, kompozytor,
- Ottavio Rinuccini (1563–1621) – poeta, librecista.

Podstawowym postulatem Cameraty było wskrzeszenie starożytnego greckiego teatru muzycznego. Epoka renesansu odkryła wprawdzie (choć bardzo pobieżnie) sztukę antyczną, ale fascynowano się zwykle mitologią, rzeźbą czy architekturą antyczną, natomiast muzyka antyczna pozostawała zupełnie nieznana. Powód był prosty: z zabytków muzyki antycznej nie zachowało się prawie nic, a to co się zachowało było trudne do rozszyfrowania i wykonania. Jeszcze do niedawna znano jedynie osiem odczytanych starożytnych zabytków z melodią zapisaną grecką notacją literową (tylko jeden z nich znany był członkom Cameraty). Nieporównanie więcej informacji o muzyce starożytnej zachowało się dzięki traktatom teoretycznym i filozofii (Platon, Arystoteles). Z tych źródeł czerpali uczeni i muzycy Cameraty. W 1581 Vincenzo Galilei opublikował dzieło teoretyczne Dialogo della musica antica e della moderna, w którym ogłosił odnaleziony przez Girolama Mei starożytny utwór – hymny kreteńskiego kitarzysty Mesomedesa z II w. n.e. Był to pierwszy opublikowany w czasach nowożytnych zabytek muzyki antycznej.

## Monodia akompaniowana. Powstanie opery
Traktat Vincenza Galileiego Dialogo della musica antica e della moderna miał znaczenie epokowe dla ówczesnej muzyki. Duży wpływ na jego powstanie miał Girolamo Mei, świetny znawca greki i humanista. Był to swego rodzaju manifest artystyczny. Na podstawie wiedzy teoretycznej i swojego wyobrażenia muzyki starożytnej członkowie Cameraty wykształcili nowy styl muzyki – monodię akompaniowaną, czyli deklamacyjny śpiew z towarzyszeniem rozłożonych akordów instrumentu strunowego (lutnia, chitarrone, klawesyn). Dzieło Vincenza Galileiego propagowało monodię jako typową dla muzyki antycznej i przeciwstawiało ją polifonii jako obcej duchowi antyku.
Pod koniec stulecia idee Cameraty stawały się coraz popularniejsze. Nadszedł czas na zmiany. W 1594 zmarli dwaj bodaj najwięksi mistrzowie muzyki polifonicznej XVI w. – Giovanni Pierluigi da Palestrina i Orlando di Lasso. Rok śmierci tych kompozytorów bywa uznawany przez niektórych twórców za koniec epoki renesansu i początek baroku. Częściej spotykaną cezurą jest jednak rok 1600 – data powstania pierwszej zachowanej opery, Euridice.
Po raz pierwszy spektakl operowy odbył się prawdopodobnie w karnawale 1598 w pałacu Jacopa Corsiego we Florencji. Było to oparta na fragmencie Metamorfoz Owidiusza sceniczne dzieło muzyczne Dafne Jacopa Periego. Większość tej opery zaginęła – ocalały jedynie dwa fragmenty. Możliwe zresztą, że już kilka lat wcześniej członkowie Cameraty podejmowali próby napisania opery, ale nie dochowały się one do dziś.
Dwa i pół roku później Jacopo Peri wystawił swoją nową operę, Euridice (Eurydyka). Wystawiono ją 6 października 1600 w pałacu Pittich we Florencji z okazji wesela Marii de Medici i Henryka IV. Autorem libretta był (podobnie jak w przypadku Dafne) Ottavio Rinuccini, poeta, członek Cameraty. To dzieło dochowało się do współczesności. Jego premiera uważana jest za początek nowego gatunku muzycznego – opery. W tym samym roku Emilio de’ Cavalieri (również członek Cameraty) wystawił w Rzymie Rappresentazione di anima e di corpo (Przedstawienie duszy i ciała), dzieło będące swoistą operą religijną (rappresentazione sacra).
Stworzenie nowego gatunku muzycznego, który zrobił w następnych stuleciach niebywałą karierę, jest podstawowym osiągnięciem Cameraty. Również ważne dla historii muzyki jest rozpowszechnienie przez Cameratę monodii akompaniowanej, przełamanie dominacji polifonii oraz powstanie basso continuo (terminu tego użył po raz pierwszy Giulio Caccini we wstępie do opery swojego kolegi Jacopa Periego w 1600). Dzięki temu Camerata wywarła pośredni wpływ na wielkich mistrzów muzyki baroku, wśród nich Claudia Monteverdiego. Dorobek twórczy Cameraty przez stulecia pozostawał niedoceniany, ale w ostatnich dekadach XX w. sytuacja się zmieniła i dziś można tę muzykę usłyszeć na spektaklach, koncertach lub kupić jej nagrania.